# حارة غول المراني (أزال)
حارة غول المراني هي إحدى حارات حي ظهر حمير بمديرية أزال إحد مديريات العاصمة اليمنية صنعاء، بلغ تعداد سكانها 7179 نسمة حسب تعداد اليمن لعام 2004.